# Haliclona rhaphidiophora
Haliclona rhaphidiophora är en svampdjursart som först beskrevs av Brøndsted 1933.  Haliclona rhaphidiophora ingår i släktet Haliclona och familjen Chalinidae.
Artens utbredningsområde är Grönland. Inga underarter finns listade i Catalogue of Life.